# Kerns
Kerns is een gemeente en plaats in het Zwitserse kanton Obwalden.
Kerns telt 5270 inwoners.

## Geboren
- Erich Ettlin (1962), politicus
- Viktor Röthlin (1974), langeafstandsloper
- Gregor Deschwanden (1991), schansspringer

## Overleden
- Hedwig Egger-von Moos (1880-1965), hotelierster, schrijfster en dichteres

- Gemeinsame Normdatei: 4420809-1
- Historisch woordenboek van Zwitserland: 000743
- Library of Congress Control Number: n90726900
- MusicBrainz: 95274b92-bec3-4dc1-bfcc-dfdb42e88361
- Nationale Bibliotheek van Israël: 987007565111205171
- Virtual International Authority File: 132659574
- WorldCat: E39PBJwCTDrJ7KqPMhCpQYrcyd

Alpnach · Engelberg · Giswil · Kerns · Lungern · Sachseln · Sarnen